# 猫と金魚

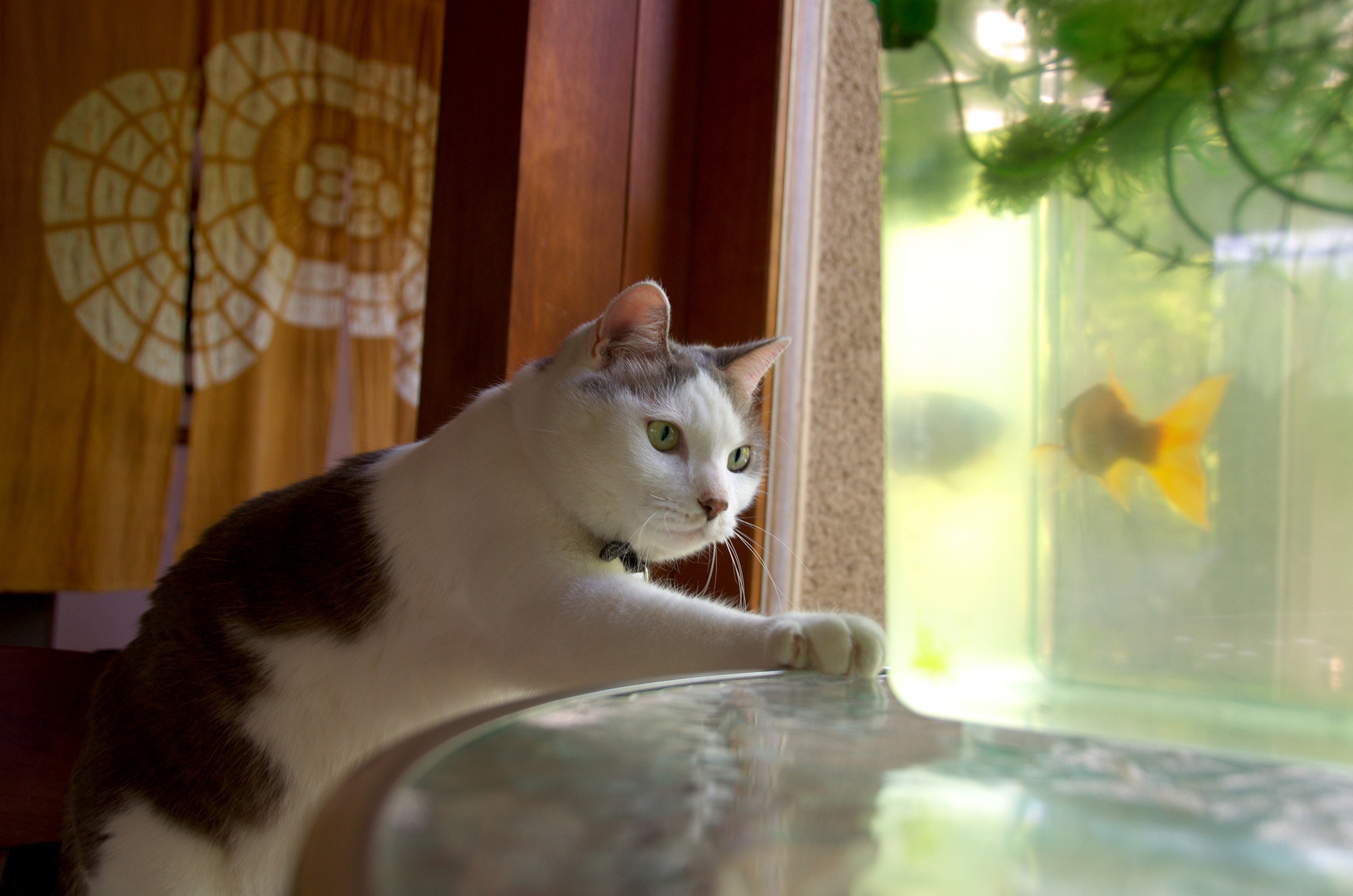
猫と金魚

『猫と金魚』（ねこときんぎょ）は、東京の新作落語の演目の一つである。

## 概要
芸術家・高見沢路直（のちの漫画家・田河水泡）が「高沢路亭」のペンネームで書き上げた。高沢は収入のために創作落語を大日本雄辯會講談社の雑誌『面白倶楽部』に売り込み、同誌で連載。世界初の専業落語作家となっていた。
同作は読み物として書かれ、実演を前提としていなかった。しかし初代柳家権太楼がこれを高く評価し、高沢に高座での実演を了承してほしい旨の手紙を送った。高沢は快諾した。以降、権太楼はこれを持ちネタとするだけに留まらず、この演目を「初代柳家権太楼の自作」と公表していた（後者の件については、高沢の了承を取っていない）。
初代権太楼の死後かなり経って、放送局が、この演目の本当の作者が田河水泡であることを突き止め、著作権料を支払うために田河に連絡をとった。田河は放送局に対し、著作権料は全額、権太楼の遺族（再婚相手と遺児）に廻してもらって、権太楼の霊へのはなむけとしてほしい、と伝えた。

## あらすじ
登場人物は「主人」、「番頭」、近所に住む鳶頭（かしら）の「トラさん」の3人（トラさんは資料によって「寅さん」とも「虎さん」とも表記されるので、ここでは片仮名で表記する）。

### 主人と番頭
主人「番頭さんや、金魚鉢に入っている金魚、無くなってるんだけど、どうしたい？」
番頭「私ゃ食べませんよ」
「お前が金魚を食べたと誰がいったんだ」と主人は小言をいう。主人によれば、金魚をとって食べるのは隣の猫に違いなく、猫が悪さをしないように金魚鉢を高いところに置いてほしい、と番頭に頼む。番頭は「高いっていうと、銭湯の煙突の上とかですか？」とボケる。主人は「バカなこと言うんじゃない、自宅の風呂場（湯殿）の棚の上に金魚鉢を置けばいいんだ」と命ずる。番頭は、何を考えたか金魚をすべて金魚鉢から外に出し、金魚鉢だけを棚の上に置く。主人は「おいおい、なぜ金魚を水から出すのだ、私ゃ金魚の干物を見たいんじゃないんだよ」と諭す。番頭は金魚を金魚鉢の中に入れた。するとさっそく猫が現れて金魚鉢に接近し、金魚をつかもうとしはじめる。番頭はこの状況をゆっくりとした、慇懃な口調で主人に知らせる。主人は番頭に猫を追い出すように命じるが、番頭は「自分の生まれ年がねずみ年なので、猫は苦手で、闘えません」という。

### 主人とトラさん
主人は当てにならない番頭を置いておいて、鳶頭のトラさんを呼びに行った。虎だから猫より強いだろうという期待があったためだ。トラさんはやたら威勢のいいおにいさんで「世の中に怖いものなどない」と豪語する。主人は風呂場の金魚鉢の猫を追い出すよう命ずる。トラさんは風呂場で猫と争った挙句、悲鳴を上げた。主人が風呂場に駆けつけると、棚は破壊され、金魚鉢は真っ逆さまにひっくり返り、トラさんは金魚鉢の水を頭からかぶって気絶している。主人がたたき起こすと、トラさん曰く「猫に襲われて、心臓をかじられた。これは私の心臓のかけらです」と手の中に入っていたものを主人に見せる。びっくりした主人は、トラさんの手の中にあるものを見て二度びっくりした。「トラさん、それ金魚じゃないか、そんなに握ったら死んでしまうよ。どうしたいトラさん、早く猫を捕まえておくれ」と改めて主人は頼む。今度はトラさんは「猫は怖いから嫌です」と打って変わって弱気である。
主人「猫が怖いって、おまいさんトラさんじゃないか」
トラさん「名前はトラですが、いまはこのとおり『濡れねずみ』になりました」（サゲ）

## 解説
原作者は当時まだ漫画家ではなかったが、まさにマンガ的な話である。
原作には、冒頭部に長々と別のセリフがある。現在の「番頭さんや、金魚どうしたい？」「私ゃ食べませんよ」という冒頭の形に刈り込んだのは最初の演者である初代権太楼自身と考えられている。また、初代権太楼は、至る所に「ぶん殴るぞこの野郎」「ぶん殴るぞ馬鹿野郎」というセリフを散り混ぜているが、原作には同様の描写は書かれていない。
原作には、金魚の品種は高級魚のランチュウであると明記されており、このことで金魚が食べられるのを嫌がり、神経質になる主人の心情も理解できるわけだが、ほとんどの実演ではその描写は省かれている。
権太楼はサゲの「濡れねずみ」を、トラが「よく考えたら私は（も）ねずみ年生まれでした」と言う、というものに変更していた時期がある。
番頭の生まれ年について、「ねずみ年」としているものと「とり年」としているものとの2系統がある。
この話の細部は演者によってかなり変えられてきた。8代目橘家圓蔵や、立川流の落語家は、内容・ストーリーを大幅に改変して演じている。評論家の唐沢俊一は立川談笑の同作について「原作者の田河水泡が生きてなくてよかった、と思える一編。生きてて聞いたら怒り出すよ、イヤ絶対に」と評している。

## 主な速記・録音
初代柳家権太楼 - 死に際に「金魚さえ 希望あるらし鉢の中／意志のごとくに行動している」と、当演目を織り込んだ辞世の句を遺した。
- 速記本
  - 初代柳家権太楼『ぐづり方教室 権太楼傑作落語集』
  - 『名人名演落語全集』7巻 昭和編2（立風書房）
  - 『昭和戦前傑作落語全集』（講談社文芸文庫） - 『猫』の演題で、番頭が猫に近づけない理由およびサゲが異なっている。
- SPレコードは多数出ている。
- CD
  - 『昭和戦前面白落語全集 東京篇 四』（エニー）
  - 『＜SP盤復刻＞昭和こっけい落語集』コロムビアミュージックエンタテインメント COCJ-35335/7
  - 『昭和の爆笑王 初代 柳家権太楼』コロムビアミュージックエンタテインメント COCJ-36402

10代目桂文治（「芸協の文治」「あわて者の文治」）
- CD
  - 『なごやか寄席 十代目 桂文治』ユニバーサルミュージック UICZ-4557

8代目橘家圓蔵（「ヨイショの円鏡」）
- CD
  - 『NHKCD新落語名人選 八代目 橘家円蔵』ユニバーサルミュージック
  - 『にっかん飛切落語会初蔵出し10』（エニー）ANOC-7057
  - CD-BOX『東京落語会名演集 CD13 活躍中の大御所たち 2』NHKサービスセンター
  - 『八代目橘家圓蔵 CD落語特選7』ビクターエンタテインメント
- LP、カセットテープ
  - 『東宝名人会落語名人芸シリーズ30 橘家円蔵（八代目）』ほか多数

立川藤志楼（高田文夫）
- 速記本
  - 『立川藤志楼爆笑落語選集 第2巻』
- CD
  - 『立川藤志楼やっとこさ蔵出し：Vol.1』アモンエンタープライズ／ワザオギ

立川談笑
- 速記本
  - 立川談笑・唐沢俊一『超（スーパー）落語！』アスペクト
- CD
  - 立川談笑『イラサリマケー』ユニバーサルミュージック／夢空間 YBCR-1009/10